# Théophile do Rego
Théophile do Rego, dit El Rego (né le 3 mai 1937 à Porto-Novo et mort le 11 octobre 2023), est un musicien béninois, l'un des grands-pères du funk dans le pays avec, notamment, le groupe El Rego et ses Commandos. Propriétaire de la discothèque Play-Boy à Cotonou, il a joué au Sénégal avant de jouer au sein du Hot Jazz à Porto-Novo puis de l'Harmonie Voltaïque (Burkina Faso) . El Rego est l'un des inspirateurs de l'Orchestre Poly Rythmo de Cotonou. Ses titres peuvent être chantés en fon (la chanson Nonvi towe ku, sur le disque Hessa, veut ainsi dire « mon frère (ou mon ami) est mort »).
Il a sorti la plupart de ses disques en 45 tours. Plusieurs de ses chansons (E nan mian nuku, Feeling you got, Vimado wingnan et Djobimé) ont été ré-éditées par le label Analog Africa en 2009, dans la compilation Legends of Benin. C'était un ami de Lawani Afissoulayi qui l'a produit sur son label Aux Écoutes.

## Discographie
- El Rego et Ses Commandos
  - Djobime
  - Hessa (L.A. aux Ecoutes, fabriqué au Nigeria)
  - Achuta
  - Zon Dede
  - Vimado Wingnan

## Sources
- Benin's Godfather Of Funk: El Rego Hear Five Songs Below, NPR, 25 novembre 2009